# Alió (kommunhuvudort)
Alió är en kommunhuvudort i Spanien.   Den ligger i provinsen Província de Tarragona och regionen Katalonien, i den östra delen av landet, 400 km öster om huvudstaden Madrid. Alió ligger 264 meter över havet och antalet invånare är 403.
Terrängen runt Alió är platt åt sydost, men åt nordväst är den kuperad. Terrängen runt Alió sluttar söderut. Runt Alió är det ganska glesbefolkat, med 27 invånare per kvadratkilometer. Närmaste större samhälle är Valls, 4,7 km väster om Alió. Trakten runt Alió består till största delen av jordbruksmark.